# Fritz Bélizaire
Fritz Bélizaire es un político haitiano. Fue elegido primer ministro el 30 de abril de 2024 por el Consejo Presidencial de Transición, creado tras la renuncia del primer ministro. Fue ministro de Deportes.